# Цурцах
Цурцах (нім. Zurzach) — місто в Швейцарії в кантоні Ааргау, округ Цурцах.
2022 року громади Бад-Цурцах, Бальдінген, Бобікон, Віслікофен, Кайзерштуль, Рекінген, Рітгайм і Рюмікон об'єдналися в громаду Цурцах.

## Географія
Місто розташоване на відстані[3] близько 100 км на північний схід від Берна, 29 км на північний схід від Аарау.

## Демографія
Бад-Цурцах
2019 року в місті мешкало 4365 осіб (+5,5% порівняно з 2010 роком), іноземців було 38,6%. Густота населення становила 669 осіб/км².
За віковим діапазоном населення розподілялося таким чином: 17% — особи молодші 20 років, 58,8% — особи у віці 20—64 років, 24,2% — особи у віці 65 років та старші. Було 1976 помешкань (у середньому 2,2 особи в помешканні).
Із загальної кількості 3296 працюючих 19 було зайнятих в первинному секторі, 375 — в обробній промисловості, 2902 — в галузі послуг.
Бальдінген
2019 року в громаді мешкало 266 осіб (-8,6% порівняно з 2010 роком), іноземців було 11,7%. Густота населення становила 94 осіб/км².
За віковим діапазоном населення розподілялося таким чином: 16,5% — особи молодші 20 років, 69,9% — особи у віці 20—64 років, 13,5% — особи у віці 65 років та старші. Було 105 помешкань (у середньому 2,5 особи в помешканні).
Із загальної кількості 52 працюючих 22 було зайнятих в первинному секторі, 5 — в обробній промисловості, 25 — в галузі послуг.
Бобікон
2019 року в громаді мешкало 171 особа (+3% порівняно з 2010 роком), іноземців було 11,7%. Густота населення становила 66 осіб/км².
За віковим діапазоном населення розподілялося таким чином: 14% — особи молодші 20 років, 61,4% — особи у віці 20—64 років, 24,6% — особи у віці 65 років та старші. Було 73 помешкань (у середньому 2,3 особи в помешканні).
Із загальної кількості 78 працюючих 22 було зайнятих в первинному секторі, 17 — в обробній промисловості, 39 — в галузі послуг.
Віслікофен
2019 року в громаді мешкало 353 особи (+8,3% порівняно з 2010 роком), іноземців було 11%. Густота населення становила 94 осіб/км².
За віковим діапазоном населення розподілялося таким чином: 21,5% — особи молодші 20 років, 56,4% — особи у віці 20—64 років, 22,1% — особи у віці 65 років та старші. Було 145 помешкань (у середньому 2,4 особи в помешканні).
Із загальної кількості 153 працюючих 40 було зайнятих в первинному секторі, 46 — в обробній промисловості, 67 — в галузі послуг.
Кайзерштуль
2019 року в місті мешкало 415 осіб (+4,3% порівняно з 2010 роком), іноземців було 38,3%. Густота населення становила 1297 осіб/км².
За віковим діапазоном населення розподілялося таким чином: 16,9% — особи молодші 20 років, 65,8% — особи у віці 20—64 років, 17,3% — особи у віці 65 років та старші. Було 200 помешкань (у середньому 2 особи в помешканні).
Рекінген
2019 року в громаді мешкало 973 особи (-1% порівняно з 2010 роком), іноземців було 36,3%. Густота населення становила 314 осіб/км².
За віковим діапазоном населення розподілялося таким чином: 18,3% — особи молодші 20 років, 64,6% — особи у віці 20—64 років, 17,1% — особи у віці 65 років та старші. Було 387 помешкань (у середньому 2,4 особи в помешканні).
Рітгайм
2019 року в громаді мешкало 717 осіб (-0,8% порівняно з 2010 роком), іноземців було 35,7%. Густота населення становила 183 осіб/км².
За віковим діапазоном населення розподілялося таким чином: 19,5% — особи молодші 20 років, 65,4% — особи у віці 20—64 років, 15,1% — особи у віці 65 років та старші. Було 284 помешкань (у середньому 2,5 особи в помешканні).
Із загальної кількості 172 працюючих 17 було зайнятих в первинному секторі, 21 — в обробній промисловості, 134 — в галузі послуг.
Рюмікон
2019 року в громаді мешкало 334 особи (+38% порівняно з 2010 роком), іноземців було 34,4%. Густота населення становила 115 осіб/км².
За віковим діапазоном населення розподілялося таким чином: 18,6% — особи молодші 20 років, 67,4% — особи у віці 20—64 років, 14,1% — особи у віці 65 років та старші. Було 155 помешкань (у середньому 2,1 особи в помешканні).
Із загальної кількості 66 працюючих 6 було зайнятих в первинному секторі, 16 — в обробній промисловості, 44 — в галузі послуг.